# Euphyia minima
Euphyia minima là một loài bướm đêm trong họ Geometridae.